# Phthirusa cochliostyla
Phthirusa cochliostyla är en tvåhjärtbladig växtart som beskrevs av Ernst Heinrich Georg Ule. Phthirusa cochliostyla ingår i släktet Phthirusa och familjen Loranthaceae. Inga underarter finns listade i Catalogue of Life.